# Kanton Besançon-2
 Besançon-2  is een kanton van het Franse departement Doubs. Het kanton maakt deel uit van het arrondissement Besançon.    

In 2020 telde het 30.217 inwoners.

Het kanton werd gevormd ingevolge het decreet van 25 februari 2014 met uitwerking op 22 maart 2015 met Besançon als hoofdplaats. 

## Gemeenten
Het kanton omvat volgende gemeenten : 
- Besançon (hoofdplaats) (westelijk deel)
- Audeux
- Champagney
- Champvans-les-Moulins
- Chaucenne
- École-Valentin
- Mazerolles-le-Salin
- Noironte
- Pelousey
- Pirey
- Pouilley-les-Vignes
- Serre-les-Sapins